# Norrbomia fuscana
Norrbomia fuscana är en tvåvingeart som först beskrevs av Becker 1909.  Norrbomia fuscana ingår i släktet Norrbomia och familjen hoppflugor. Inga underarter finns listade i Catalogue of Life.